# Riu Bira
El riu Bira és un riu de la Província Autònoma dels Hebreus, a la Rússia oriental.
La seva llargada és de 424 km i la seva conca de 9580 km². És un dels afluents de l'Amur més grans.
Algunes de les ciutats a la seva riba són Birakan, Londoko, Teploozyorsk, Bira, Birobidjan i Nadezhdinsky.